# Cryptacarus dedrisetosus
Cryptacarus dedrisetosus är en kvalsterart som beskrevs av Bhattacharya, Bhaduri och Dinendra Raychaudhuri 1974. Cryptacarus dedrisetosus ingår i släktet Cryptacarus och familjen Lohmanniidae. Inga underarter finns listade i Catalogue of Life.